# Robert Walkington
Pas d'image ? Cliquez ici

b Matchs officiels uniquement.
Robert Bell Walkington, né le 8 août 1854 en Alabama et mort le 22 juillet 1916 à Belfast, est un joueur de rugby à XV, qui joue avec l'équipe d'Irlande de 1875 à 1882. Il occupe le poste d'arrière. 

## Biographie
Robert Walkington obtient sa première cape internationale le 15 février 1875 avec l'équipe d'Irlande à l'occasion d'un match contre l'équipe d'Angleterre dans le cadre du premier match disputé par l'équipe nationale irlandaise. Il joue son dernier match international le 18 février 1882 contre l'équipe d'Écosse.

## Statistiques en équipe nationale
- 10 sélections en équipe d'Irlande
- Sélections par année : 2 en 1875, 2 en 1877, 1 en 1878, 1 en 1879, 2 en 1880, 2 en 1882